# Ferdynand Kettler
Ferdynand Kettler (ur. 1 listopada 1655, zm. 4 maja 1737) – generał wojsk koronnych, książę Kurlandii i Semigalii w latach 1698–1737.

## Życiorys
Ostatni męski przedstawiciel książęcej dynastii Kettlerów. Syn Jakuba Kettlera i Ludwiki Szarlotty Hohenzollern.
Większość życia mieszkał poza terytorium Księstwa Kurlandii i Semigalii. Dzieciństwo spędził w niewoli szwedzkiej. Później przebywał przez wiele lat w otoczeniu dworu króla Jana III Sobieskiego. Służył jako dowódca w wojskach koronnych. Popadł jednak w niełaskę władcy gdy wdał się w romans z królową Marią Kazimierą. W czasach panowania Augusta II Mocnego powrócił na dwór królewski. Otrzymał stopień generała wojsk koronnych i brał udział jako dowódca w wojnie północnej po stronie Saksonii.
Od początku XVIII wieku z przerwami pełnił formalnie funkcję regenta Kurlandii i Semigalii. Nie mieszkał jednak w Mitawie, ale w Gdańsku. Szlachta księstwa odmawiała mu prawa do tronu. Formalnie argumentowała to jego sympatią do katolicyzmu oraz brakiem zdecydowania do stałego zamieszkania na zamku książęcym. Faktycznie jednak jego władzy sprzeciwiał się król szwedzki Karol XII, którego wojska okupowały przez jakiś czas księstwo, a później imperator Piotr I Wielki, który w ten sposób realizował plany ekspansji Rosji nad Morzem Bałtyckim po pokonaniu Szwecji.
Po wyjeździe do Rosji Anny Iwanowny objął ostatecznie władzę nad Kurlandią i Semigalią. W 1731 złożył przez swojego pełnomocnika hołd lenny królowi Augustowi II Mocnemu. W 1731 poślubił księżniczkę Joannę Magdalenę z Saksonii-Weissenfels, młodszą o 53 lata. Był bezdzietny. Po śmierci pochowano go w krypcie pod pałacem w Mitawie.